# Condado de Washington (Florida)
El condado de Washington es un condado ubicado en el estado de Florida.  En 2000, su población es de 20 973.  Su sede está en Chipley. En el Condado de Washington está prohibida la venta y consumo de alcohol.

## Historia
El Condado de Washington fue creado en 1825. Su nombre honora a George Washington, primer Presidente de los Estados Unidos de América, quien estuvo en el cargo entre 1789 y 1797.

## Demografía
Según el censo de 2000, el condado cuenta con  20 973 habitantes, 7931 hogares y 5646 familias residentes.  La densidad de población es de 14 hab/km² (36 hab/mi²).  Hay 9503 unidades habitacionales con una densidad promedio de 6 u.a./km² (16 u.a./mi²).  La composición racial de la población del condado es 81,72% Blanca, 13,69% Afroamericana o Negra, 1,54% Nativa americana, 0,36% Asiática, 0,06% De las islas del Pacífico, 0,58% de Otros orígenes y 2,05% de dos o más razas.  El 2,30% de la población es de origen Hispano o Latino cualquiera sea su raza de origen.
De los 7931 hogares, en el 30,30% de ellos viven menores de edad, 56,20% están formados por  parejas casadas que viven juntas, 11,40% son llevados por una mujer sin esposo presente y 28,80% no son familias. El 25,10% de todos los hogares están formados por una sola persona y 12,00% de ellos incluyen a una persona de más de 65 años.  El promedio de habitantes por hogar es de 2,46 y el tamaño promedio de las familias es de 2,93 personas.
El 23,40% de la población del condado tiene menos de 18 años, el 7,70% tiene entre 18 y 24 años, el 28,50% tiene entre 25 y 44 años, el 24,70% tiene entre 45 y 64 años  y el 15,70% tiene más de 65 años de edad. La mediana de la edad es de 39 años.  Por cada 100 mujeres hay 105,80 hombres y por cada 100 mujeres de más de 18 años hay 105,90 hombres.
La renta media de un hogar del condado es de $27 922, y la renta media de una familia es de $33 057. Los hombres ganan en promedio $26 597 contra $20 198 para las mujeres. La renta per cápita en el condado es de $14 980.  19,20% de la población y 15,40% de las familias tienen entradas por debajo del nivel de pobreza. De la población total bajo el nivel de pobreza, el 26,90% son menores de 18 y el 19,40% son mayores de 65 años.

## Ciudades y pueblos
- Pueblo de Caryville
- Ciudad de Chipley
- Pueblo de Ebro
- Sunnyville (no incorporada como municipalidad)
- Ciudad de Vernon
- Pueblo de Wausau

### Enlaces del gobierno
- Junta de comisionados del Condado de Washington
- Supervisión de elecciones del Condado de Washington
- Registro de propiedad del Condado de Washington
- Oficina del alguacil del Condado de Washington
- Oficina de impuestos del Condado de Washington

- Datos: Q263418
- Multimedia: Washington County, Florida / Q263418